# 亞伯托·桑托斯·杜蒙
阿爾貝托·桑托斯-杜蒙（葡萄牙語：Alberto Santos Dumont；1873年7月20日—1932年7月23日）是巴西航空家、運動家、發明家，是少數對輕於空氣飛行器及重於空氣飛行器早期發展都有重大貢獻的人之一。他出身於富裕的咖啡種植家族，成年後大多數時間生活在巴黎，專注於航空學的研究與實驗。他設計、建造並駕駛了最早的動力飛船，並於1901年憑藉駕駛桑托斯-杜蒙6號飛船繞行艾菲爾鐵塔而贏得德意志獎，成為20世紀初世界上最知名的人物之一。
隨後，桑托斯-杜蒙進入動力飛行重於空氣飛行器領域，並於1906年10月23日在巴黎的巴加泰勒運動場駕駛固定翼{{le|桑托斯-杜蒙14-bis|Santos-Dumont 14-bis}以兩到三公尺高度飛行約60公尺，起飛時不依賴任何外部助推系統。11月12日，他又在大眾面前完成一次220公尺、六公尺高度的飛行。這些飛行是法國航空俱樂部認證的首批重於空氣飛行，也是航空紀錄組織官方見證的首次飛行，並由国际航空联合会正式承認。
桑托斯-杜蒙被認為是巴西的民族英雄，在巴西首次動力飛行主張普遍認為他早於萊特兄弟成功展示了實用的飛機。巴西有許多道路、廣場、學校、紀念碑和機場以他的名字命名，他的名字也被刻在祖國與自由萬神殿。1931年起，他成為巴西文学院成員，直到1932年自殺身亡。

## 生平

### 早年
1873年7月20日，亞伯托·桑托斯·杜蒙在巴西米納斯吉拉斯出生。他的雙親是工程師恩里克·杜蒙及弗朗西斯·德保·桑托斯，是家中七個孩子中年紀最小的。亞伯托出生後不久，他的父親成為咖啡種植園經理。亞伯托八歲時，父親買下土地，擁有自己的咖啡種植園。他的父親之後積累大量財富，並成為著名的巴西咖啡之王。
亞伯托·桑托斯·杜蒙從小就對機械著迷，並學會駕駛種植園使用的蒸汽拖拉機和鐵路機車。他還是儒勒·凡爾納的粉絲，看過很多他的著作。亞伯托·桑托斯·杜蒙在他的自傳中寫道「在種植園陽光明媚的午後，在巴西廣闊天空下飛行的夢想萌芽」。
亞伯托·桑托斯·杜蒙之後前往坎皮納斯、聖保羅和米納斯拉斯等地求學。

### 前往法國
1891年，亞伯托的父親恩里克從馬上摔下，導致半身癱瘓，於是決定出售種植園，與他的妻子、亞伯托前往歐洲尋找醫療專家，希望可以改善健康狀況。他抵達巴黎後不久，亞伯托·桑托斯·杜蒙聯繫專業熱氣球飛行員試圖升空。後來因為兩個小時的飛行需支付1,200法郎，加上必須支付熱氣球返回巴黎的任何損害。亞伯托·桑托斯·杜蒙決定不進行這次飛行。在此之後，他買了一輛寶獅汽車，在年底與父母回到巴西。
1892年，全家回到歐洲，但恩里克感覺自己病情太嚴重，於是亞伯托自己從里斯本前往巴黎。因為恩里克健康狀況惡化，於是決定回到巴西，他於1892年8月30日去世。亞伯托·桑托斯·杜蒙住在巴黎，攻讀物理學、化學、機械和電學。在此期間，他賣掉寶獅汽車，買下更強大，更快的德翁-布頓（De Dion-Bouton）三輪車。1896年他回到巴西，並於1897年回到巴黎。

### 熱氣球飛行
亞伯托·桑托斯·杜蒙抵達巴黎後開始安排熱氣球飛行。熱氣球從伏吉拉爾起飛，飛行持續將近兩個小時，在此期間飛行100公里（62英里），到費里耶爾城堡降落。因為這次經驗，亞伯托·桑托斯·杜蒙回到巴黎到想擁有為自己建造的熱氣球。在此之前，他藉由許多示範飛行來獲得經驗。
在進行無數次的熱氣球飛行後，亞伯托·桑托斯·杜蒙轉向可操縱熱氣球（後來稱為軟式飛船）的設計。首次飛船動力飛行在1884年由查爾斯·雷納和阿瑟·克雷布斯完成，飛行速度可達每小時24公里（15英里），但是由於缺乏資金實驗沒有進展。1898年9月29日，他第一次設計的飛船在第二次飛行中毀損。1899年5月11日，亞伯托·桑托斯·杜蒙第一次嘗試駕駛第二號飛船，飛船在飛行後報廢。他的前兩個飛艇導致細長的管殼走樣的壓力。他採用一個更短的胖信封形狀來設計第三號飛船，計畫在1899年年底完成幾次航行。同時，他在聖克盧公園構建自己的氫氣發電廠棚。
亞伯托·桑托斯·杜蒙為了贏得多伊奇·牧德獎，他必須在聖克盧公園及埃菲爾鐵塔之間進行首次飛行，耗時不到30分鐘，因此平均速度至少需要達到每小時22公里（14英里），以在規定時間內完成11公里（6.8英里）航程。
因此亞伯托·桑托斯·杜蒙決定建立一艘更大的第五號飛船。1901年8月8日，第五號飛船因為失去氫，並開始下降，卡在飯店屋頂。亞伯托·桑托斯·杜蒙在巴黎消防隊的幫助下爬上屋頂，但是飛艇的飛行資格遭到撤銷。他立即下令建造第六號飛船。
1901年10月19日，亞伯托·桑托斯·杜蒙成功地往返聖克盧公園及埃菲爾鐵塔。雖然這次飛行的精確時間出現爭議，然而亞伯托·桑托斯·杜蒙最終獲得獎金，他宣布將該獎獻給予巴黎的窮人。祖國巴西政府則給他金牌以及額外的125,000法郎獎金。
亞伯托·桑托斯·杜蒙因為贏得多伊奇·牧德獎成為國際名人。當時空中交通管制仍未實施，有一天早上他甚至將飛船停靠在緊鄰香榭麗舍大道的公寓，距離凱旋門不遠。
1904年，亞伯托·桑托斯·杜蒙駕駛第七號飛船從巴黎前往聖路易斯參加博覽會，試圖獲得100,000美元大獎。然而，亞伯托·桑托斯·杜蒙抵達聖路易斯時，發現他的飛艇損壞。亞伯托·桑托斯·杜蒙沒有參加比賽，立即返回法國。

### 飛機研究
儘管亞伯托·桑托斯·杜蒙繼續投入軟式飛船設計，他的主要興趣很快轉向比空氣重的飛機。1905年，他已經完成第一架固定翼飛機及直升機的設計。1906年10月，亞伯托·桑托斯·杜蒙駕駛桑托斯·杜蒙 14-bis在巴黎一大群目擊者之前完成飛行，飛行距離為60米（199英尺），高度為五米（16英尺）。法國航空俱樂部認證這是動力比空氣重的機器在歐洲第一次飛行。（萊特兄弟早以萊特飛行器III號飛行半個多小時，雖然不是國際航空聯合會公認飛行紀錄）。1906年11月12日，國際航空聯合會承認亞伯托·桑托斯·杜蒙創下一次世界紀錄，在21.5秒時間內飛行220米（722英尺）。
亞伯托·桑托斯·杜蒙的最終設計是Demoiselle單翼機。1908年，他開始與阿道夫·克萊門特的克萊門特-貝亞德公司合作，以大規模生產Demoiselle單翼機，每架7,500法郎。這是世界上第一架批量生產的飛機。1909年，Demoiselle單翼機可以選擇搭載三款引擎：克萊門特20匹馬力引擎、賴特4缸30匹馬力引擎、克萊門特-貝亞德40匹馬力引擎。這架單翼機能達到每小時120公里的速度。
Demoiselle單翼機能夠在15天內建造完成，具有良好的性能，能以每小時超過100公里速度飛行，是亞伯托·桑托斯·杜蒙設計的最後一架飛機。

### 晚年
1910年1月4日，亞伯托·桑托斯·杜蒙駕駛Demoiselle單翼機時發生一次事故，他在約25公尺（80英尺）的高空飛行時機翼斷裂，這是他最後一次駕駛飛機。
1910年3月，亞伯托·桑托斯·杜蒙宣布退休，並打算出售飛機及工作室並解僱工作人員。亞伯托·桑托斯·杜蒙在自己房子內深居簡出，有傳言說他因為過勞導致神經衰弱。然而，他可能患有多發性硬化症。
1911年，他搬到滨海伯内尔维尔，他的業餘嗜好是天文觀測。1914年第一次世界大戰爆發後，一些當地的居民從亞伯托·桑托斯·杜蒙擁有德國製造的望遠鏡和不尋常的口音，誤認為他是德國間諜，導致他的房間遭到法國警方搜查。亞伯托·桑托斯·杜蒙因為這些指控心煩，鬱悶之下燒掉所有的文章，計劃和筆記，回到巴西。
亞伯托·桑托斯·杜蒙在彼得罗波利斯一座小山丘定居，並於1918年建立一間小房子，內部充滿想像力的機械設計，包括自己設計的溫水淋浴。
1928年，亞伯托·桑托斯·杜蒙離開法國回到巴西。巴西科學界的十幾個成員搭乘水上飛機歡迎亞伯托·桑托斯·杜蒙返回巴西。但是這架水上飛機不幸墜毀，無人生還。

### 逝世
因為多發性硬化症及聖保羅憲政革命期間在戰爭中使用飛機導致亞伯托·桑托斯·杜蒙情緒低落。1932年7月23日，亞伯托·桑托斯·杜蒙在聖保羅瓜魯雅上吊自殺，雖然死亡證明書註明心臟病為其死因。
亞伯托·桑托斯·杜蒙的遺體在聖保羅大教堂墓穴放置兩天後，運到里約熱內盧舉行國葬，最終安葬在聖若昂巴蒂斯塔公墓（São João Batista Cemetery）。
他生前在彼得羅波利斯的居所目前是一間博物館。

## 相關文獻
- Byars, Mel. 100 Designs/100 Years: A Celebration of the 20th Century (aka 100 Designs/100 Years: Innovative Designs of the 20th Century) (with Arlette Barré-Despond), Hove, UK: RotoVision, 1999 | ISBN 2-88046-442-0
- de Barros, Henrique Lins. Santos Dumont and the Invention of the Airplane (PDF). Rio de Janeiro: Brazilian Ministry of Science & Technology and the Brazilian Centre for Research in Physics, 2006. ISBN 978-85-85752-17-0.
- de Mattos, Bento S. "Santos Dumont and the Dawn of Aviation," AIAA paper # 2004-106, 42nd AIAA Aerospace Sciences Meeting and Exhibit, Reno, Nevada, January 2004.
- de Mattos, Bento S. "Short History of Brazilian Aeronautics," AIAA paper # 2006-328, 44th AIAA Aerospace Sciences Meeting and Exhibit, Reno, Nevada, January 2006.
- de Mattos, Bento S. "Open Source Philosophy and the Dawn of Aviation," J. Aerospace Technology Management, São José dos Campos, Vol. 4, No. 3, July–September 2012, pp. 355–379.
- Garrett, Charles Hall. "A Builder of Successful Air-Ships". The World's Work: A History of Our Time, VIII, May 1904: pp. 4737–4739.
- Gray, Carroll F. "The 1906 Santos=Dumont No. 14bis". World War I Aeroplanes, Issue #194, November 2006, pp. 4–21.
- Hallion, Richard P. Taking Flight. New York: Oxford University Press, 2003. ISBN 0-19-516035-5.
- Hansen, James R. First Man: The Life of Neil A. Armstrong. New York: Simon & Schuster, 2005. ISBN 978-0-7432-5631-5.
- Hoffman, Paul. Wings of Madness: Alberto Santos Dumont and the Invention of Flight. New York: Hyperion Press, 2003. ISBN 978-0-7868-6659-5.
- Santos Dumont, Alberto. My Airships. London, G. Richards, 1904 hos / Follow Your Dreams: The Story of Alberto Santos Dumont, (bilingual, Portuguese/English). Rio de Janeiro: Prometheus Press, 2005. ISBN 978-85-99240-02-1.
- Winters, Nancy. Man Flies: The Story of Alberto Santos-Dumont, Master of the Balloon. New York: Ecco Press, 1997. ISBN 978-0-88001-636-0.
- Wykeham, Peter. Santos Dumont: A Study in Obsession. New York: Harcourt, Brace & World, 1962. ISBN 978-0-405-12210-1.

## 外部連結
- 來自亞伯托·桑托斯·杜蒙的LibriVox公共領域有聲讀物
- Santos-Dumont, My Airships  (tr. of Dans l'air)
- 互联网档案馆中亞伯托·桑托斯·杜蒙的作品或与之相关的作品
- PBS Nova: Wings of Madness
- U. S. Centennial of Flight Commission Dumont
- Alberto Santos Dumont Article by writer 派翠西亞·內爾·華倫（英语：Patricia Nell Warren）.
- History of Aviation: Brazil, American Institute of Aeronautics and Astronautics.
- Aviation Pioneer Santos-Dumont, Technological Institute of Aeronautics (ITA).
- Letter to Brazil, by 尼爾·德葛拉司·泰森

| 前任： 格拉薩·阿拉尼亞 (創始人) | 巴西文學院 – 第38席位 1931–1932 | 繼任： 塞爾索·維埃拉 |